# Uferfiltrat

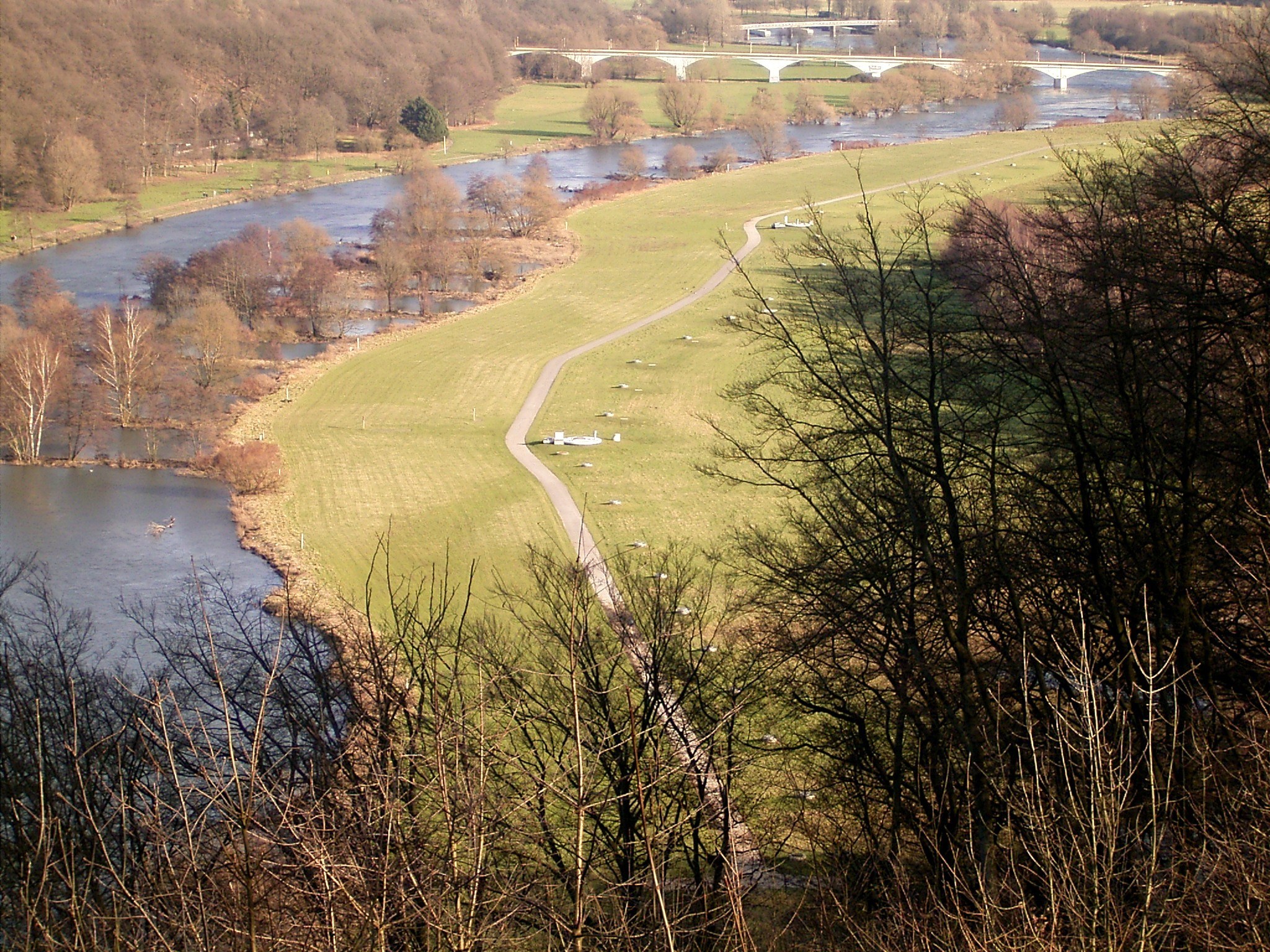
Kette von Brunnen am Ufer der Ruhr in Blankenstein zur Gewinnung von Uferfiltrat

Als Uferfiltrat wird Brauch- oder Trinkwasser bezeichnet, das aus Brunnen in unmittelbarer Nähe von Flüssen oder Seen gewonnen wird und daher zu einem erheblichen Anteil aus Wasser aus diesen Oberflächengewässern besteht.
Das Uferfiltrat wird daher im Hinblick auf seine Qualität maßgeblich von der Beschaffenheit des benutzten Oberflächengewässers bestimmt. Es wird somit in den meisten Fällen notwendig sein, entsprechende Verfahren der Wasseraufbereitung vor einer Einspeisung in die Versorgungsnetze anzuwenden. Dies betrifft insbesondere die Aspekte der Hygiene. Weiter ist Vorsorge zur Erkennung und Handhabung von außergewöhnlichen Verunreinigungen der Oberflächengewässer zu treffen. Dazu zählen:
- Laufende Güteüberwachung des Oberflächengewässers (Monitoring) und
- Notfallplanung (Ersatzversorgung, Außerbetriebsetzung der Entnahme von Uferfiltrat, um eine Verschleppung der Verunreinigung des Oberflächenwassers in den Grundwasserkörper zu vermeiden)

Die Uferfiltration gilt auch als naturnahes Verfahren bei der Wassergewinnung aus oberflächenwassernahen Grundwasserbegleitströmen. Die Gewinnung von Trinkwasser aus Uferfiltrat-Standorten ist für die europäische Wasserversorgung sehr wichtig. In Ungarn werden etwa 45 %, in der Slowakei etwa 50 % und in Deutschland rund 16 % der Gesamtversorgung aus Uferfiltrat-Brunnen gewonnen. Auch viele österreichische Städte und Gemeinden entlang der Donau, Inn, Alpenrhein und anderen Flüssen gewinnen aus Grundwasserbegleitströmen bis zu 100 % des Trinkwassers.

## Belege
1. ↑  Brunnenmonitoring – Beurteilung von Einflussfaktoren auf die Leistungsfähigkeit bei Uferfiltratbrunnen, Webseite: cyberleninka.org.
2. ↑  Beispiele: Rund zwei Drittel der Menschen am im Alpenrheintal bezieht das Trinkwasser aus dem Grundwasserbegleitstrom des Alpenrheins: Lebensader Alpenrhein: Das neue Rhesi-Magazin ist da!, Webseite: rheinregulierung.org vom 25. Juni 2021. In Amstetten entnehmen drei Wasserwerke das Trinkwasser dem Grundwasserbegleitstrom der Ybbs (Wasserwerk, Webseite: stadtwerke.amstetten.at). Für Wien besteht ein Hilfsbrunnen in der Lobau, durch welchen bei Bedarf aus dem Grundwasserbegleitstrom der Donau Wasser entnommen werden kann (Befund Lobau, Webseite: wien.gv.at).